# Chlor(I)-nitrat
Chlor(I)-nitrat ist eine anorganische chemische Verbindung aus der Gruppe der Nitrate und stellt das gemischte Anhydrid der Hypochlorigen Säure und der Salpetersäure.

## Gewinnung und Darstellung
Chlor(I)-nitrat kann durch Reaktion von Dichloroxid mit Distickstoffpentaoxid
{\displaystyle \mathrm {Cl_{2}O+N_{2}O_{5}\longrightarrow 2\ ClNO_{3}} }
oder Chlorfluorid mit wasserfreier Salpetersäure bei etwa −78 °C gewonnen werden.
{\displaystyle \mathrm {ClF+HNO_{3}\longrightarrow ClNO_{3}+HF} }
Es entsteht auch in der Stratosphäre aus Chlormonoxid und Stickstoffdioxid.
{\displaystyle \mathrm {ClO+NO_{2}+M\longrightarrow ClNO_{3}+M} }

## Eigenschaften

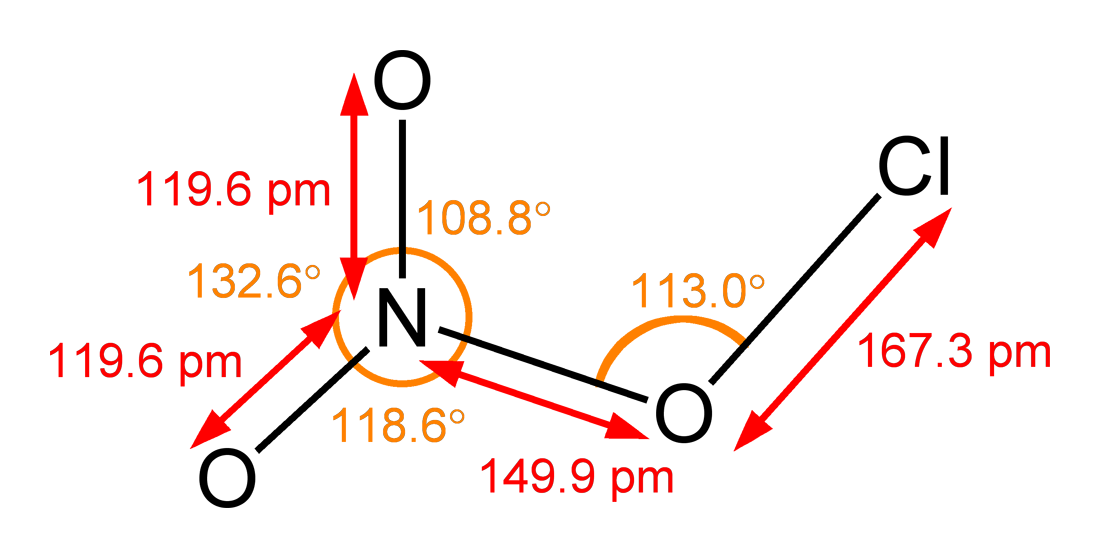
Bindungslängen und -winkel im Chlor(I)-nitrat

Chlor(I)-nitrat ist eine farblose bis schwach gelbliche, leicht bewegliche Flüssigkeit. Mit den meisten organischen Verbindungen, wie z. B. Ethern und Alkoholen reagiert es explosionsartig.

## Verwendung
Chlor(I)-nitrat kann zur Herstellung anderer Halogennitrate verwendet werden.